# Lindernia minima
Lindernia minima é uma espécie botânica do gênero Lindernia pertencente à família Linderniaceae.